# Уокер, Эдель
Эделия Уокер (англ. Adele Walker; род. 10 августа 1976, Уайтхейвен, Камбрия) — британская биатлонистка. 29-кратная чемпионка своей страны. Одна из ведущих биатлонисток Великобритании.

## Карьера
Биатлоном начала заниматься в 2001 году. Уже через год ей удалось попасть в сборную Великобритании. Она принимала участие в 6 чемпионатах мира и 2 чемпионатах Европы.
Несмотря на то, что Уокер является одной из самых титулованных биатлонисток страны, на крупных международных соревнованиях она показывала скромные результаты. Лучшим её достижением в личных гонках на этапах Кубка мира является 61-е место в индивидуальной гонке в итальянском Антхольце в сезоне 2009/10.
На первенствах планеты спортсменка не поднималась выше 72-го места. В эстафетных гонках наилучший результат у Уокер — 23-е место в Пхёнчхане.
На Чемпионате Европы в Нове-Место в 2008 году Уокер в спринте сумела попасть в тридцатку сильнейших, заняв 27-е место.
Её личным тренером является муж Марк Уокер. В 2014 году за заслуги во время прохождения военной службы Уокер повышена до звания сержанта.
После окончания сезона 2013/14 биатлонистка объявила о завершении карьеры.